# Lac Lemoine
Lac Lemoine är en sjö i Kanada.   Den ligger i regionen Abitibi-Témiscamingue och provinsen Québec, i den sydöstra delen av landet, 300 km nordväst om huvudstaden Ottawa. Lac Lemoine ligger 291 meter över havet. Arean är 0,26 kvadratkilometer. Den sträcker sig 0,5 kilometer i nord-sydlig riktning, och 0,8 kilometer i öst-västlig riktning.
I omgivningarna runt Lac Lemoine växer i huvudsak blandskog. Runt Lac Lemoine är det glesbefolkat, med 18 invånare per kvadratkilometer.